# Movimiento por una Hungría Mejor
El Movimiento por una Hungría Mejor, más conocido como Jobbik – Conservadores, es un partido político húngaro de raíces radicales y nacionalistas. En sus inicios, se describía a sí mismo como un partido cristiano de principios, conservador y radicalmente patriótico, cuyo fin fundamental era la protección de los intereses y valores húngaros.
En su momento fue descrito como «una organización antisemita» y como «un partido neonazi». 
Desde 2014, se ha redefinido como un partido popular conservador y ha modificado los elementos polémicos en su forma de comunicarse. 
Según el manifiesto del partido sobre las pautas para un futuro gobierno, Jobbik representa a todos los ciudadanos húngaros y personas, y busca construir una identidad nacional moderna, mientras rechaza el chauvinismo del siglo XX. Después de las elecciones parlamentarias de Hungría del 8 de abril de 2018, el partido logró 1 092 806 votos y obtuvo el 19,06  % del total, lo que lo convirtió en el segundo partido más grande del país en la Asamblea Nacional. Jobbik considera que sus principales oponentes políticos son los partidos de izquierda como el Partido Socialista Húngaro, a la vez que se considera un partido de oposición. Durante mucho tiempo, sin embargo, sus diputados no votaron en contra del gobierno del primer ministro, Viktor Orbán. Tal situación cambió cuando el partido cimentó su posición opositora al unirse a la coalición Unidos por Hungría en 2020.

## Nombre
El Movimiento por una Hungría Mejor se publicita a sí mismo por su nombre corto: «Jobbik», un juego de palabras donde el término «jobb-» significa al mismo tiempo el adjetivo «mejor» y la dirección «derecha». Por ende, «Jobbik» en húngaro significa tanto «la mejor opción» como «más a la derecha».

## Historia
Su origen más inmediato se encuentra en la Asociación de Jóvenes de Derechas (Jobboldali Ifjúsági Közösség - Jobbik), fundada en 2002 por estudiantes universitarios católicos, grupo que se transformó un año después en partido político. Una persona clave en el proceso fue Gergely Pongrátz, veterano de la revuelta de 1956, que afirmó en el discurso inaugural de la formación que "la antorcha está ahora en vuestras manos, sois vosotros quienes tenéis que sostenerla. Son el espíritu y los valores de aquellos camaradas que murieron en 1956. Vosotros tenéis que seguir adelante".
El nuevo partido encontró apoyo en los sectores nacionalistas que rechazaban la postura más extremista (pero más popular) del Partido Húngaro de la Justicia y la Vida (Magyar Igazság és Élet Pártja, MIÉP), que aboga por un nacionalismo de corte racial, irredentista en cuanto al tema de los Cárpatos y ambiguo en lo referente al uso de la violencia como práctica política (a menudo, abiertamente neofascista y neonazi).
En contraste, Jobbik opta por una definición cultural de la esencia húngara y apuesta por la participación a través de las vías democráticas, situándose más cerca del tradicionalismo y del ultraconservadurismo que propiamente del fascismo. Asimismo, tiene un marcado carácter religioso, dado que defiende la herencia cristiana de Hungría. Como prueba de su tradicionalismo, el partido eligió como emblema el que se considera el símbolo más antiguo de Hungría, las barras de la Casa de Árpád, lo que dio lugar a cierta controversia, ya que los fascistas húngaros del período de entreguerras usaron la misma simbología. En 2004, Jobbik fue el único partido que se mostró abiertamente escéptico ante la entrada de Hungría en la Unión Europea, bajo el lema "Hungría: Posible, Orgullosa, Independiente".

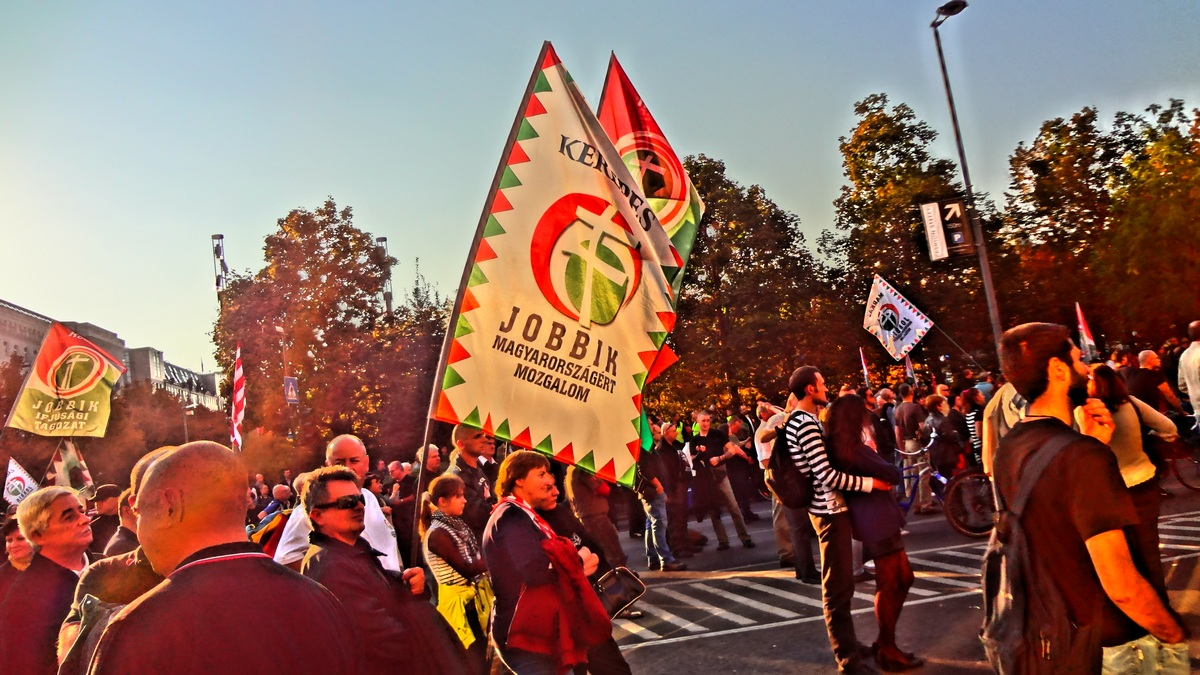
Manifestación de Jobbik, celebrada el 23 de octubre de 2012 en Budapest.

A pesar de que ha querido definirse marcando distancias con el otro partido ultraderechista del país, el MIÉP, criticándolo bastante, ambos concurrieron en coalición a las elecciones generales de 2006 bajo el nombre de MIÉP-Jobbik-Alianza de Partidos por la Tercera Vía. Su intención fue la de ofrecer a los húngaros una segunda opción desde la derecha distinta a la mayoritaria, de centro-derecha, ofrecida por Fidesz. Un tercer partido de la Alianza fue el Partido Independiente Cívico de los Pequeños Propietarios (FKgP), agrarista y conservador (el partido que en 1948 fue erosionado y finalmente apartado del poder por los comunistas). La escasa cohesión interna de la Alianza supuso un fracaso electoral (apenas un 2,2  % de los votos) y Jobbik decidió romper el pacto.
En las elecciones parlamentarias de 2010, Jobbik experimentó un ascenso impresionante, obteniendo un 16 % de los votos y convirtiéndose en la tercera fuerza política del país con 47 de los 386 asientos de la Asamblea Nacional de Hungría. En las elecciones parlamentarias de 2014 volvió a subir en su apoyo electoral, recibiendo esta vez un 20,5 % de los votos. Sin embargo, debido a una reforma del parlamento, el número de parlamentarios bajó de 389 a 199, por lo que Jobbik obtuvo un menor número de escaños.
A nivel internacional, el partido mantiene relaciones con varios partidos ultraderechistas europeos de la Alianza Europea de Movimientos Nacionales.
En 2016, el partido comenzó una estrategia de demonización por renunciar a una parte del corpus ideológico original y despedir a ciertos elementos extremistas para que sea la imagen más respetable y encarnar una oposición creíble para el gobierno conservador de Viktor Orbán. A pesar de las promesas de Jobbik, particularmente a la comunidad judía en Hungría, muchos intelectuales de izquierda y varias figuras políticas dijeron que querían mantener la distancia con una organización considerada antidemocrática. A diferencia del filósofo, Ágnes Heller, sobreviviente del Holocausto, consideraba que era necesario aliarse con todos los partidos de la oposición; entre ellos, Jobbik. Según ella, Jobbik nunca fue un partido neonazi, aunque consideraba que seguía siendo de extrema derecha y tiene un discurso racista. Sin embargo, a nivel local, se formaron alianzas implícitas entre los partidos de izquierda y Jobbik en elecciones municipales parciales para derrotar al partido del gobierno.
Aunque los observadores y la prensa internacional comúnmente lo describen como de extrema derecha, algunos medios de comunicación consideran que actualmente es más difícil clasificar a Jobbik por la demonización y de la derechización del Fidesz, o incluso que Jobbik actualmente es un partido de derecha.
La estrategia de moderación del partido también ha resultado en la aparición de formaciones disidentes más radicales, como el nuevo partido Fuerza y Determinación.
Siguiendo las elecciones parlamentarias de 2018, antes del fracaso de la estrategia del partido de moderación (Jobbik ha ganado solo un escaño más que en las elecciones anteriores), el presidente Gábor Vona presentó su renuncia. El 12 de mayo de 2018, Tamás Sneider lo sucedió en el puesto. El nuevo presidente quería continuar con la estrategia de moderación del partido. A finales de abril, el Comité Central del partido votó por unanimidad a favor de continuar el cambio hacia un ala derecha conservadora moderada, a pesar de la derrota parlamentaria de Jobbik.
Desde 2014, Jobbik se ha comenzado a redefinir como un partido popular conservador y ha cambiado los elementos controvertidos de su comunicación. Según el manifiesto del partido sobre las pautas de un futuro gobierno, Jobbik representa a todos los ciudadanos y personas húngaras y tiene como objetivo construir una identidad nacional moderna, al tiempo que rechaza el chovinismo del siglo XX. Después de las elecciones parlamentarias húngaras el 8 de abril de 2018, el partido obtuvo 1 092 806 votos, obteniendo el 19,06 % del total, convirtiéndolos en el segundo partido más grande de Hungría en la Asamblea Nacional.

## Posiciones políticas
El 30 de junio de 2020, Péter Jakab, presidente de Jobbik y Koloman Brenner, miembro del grupo estratégico del partido, presentaron una nueva declaración de principios del partido, reemplazando la anterior de línea dura nacionalpopulista, euroescéptica, antiglobalista e irredentista. El partido se redefinió a sí mismo como un partido popular cristiano, conservador, de centroderecha y socialmente sensible en el documento. El documento define a Jobbik como el único partido popular en Hungría, y afirmó que “Jobbik es un movimiento político independiente que observa estrictamente sus propios valores pero está dispuesto a cooperar con otras fuerzas políticas para restaurar la democracia y el estado de derecho en Hungría”. Desde su adopción de políticas más moderadas, se ha descrito como centrista, de centroderecha y de derecha. También manifestó su apoyo al agrarismo.

Actualmente, el partido se describe a sí mismo como uno partido popular conservador moderno. La reciente encuesta de opinión (28/02/2020) realizada por IDEA para Euronews, fue analizada por el destacado politólogo Balázs Böcskei e interpretó que el ex partido nacionalista, Jobbik, ha completado su transformación en un partido popular centrista y su base de votación ha cambiado, y ahora es una circunscripción predominantemente moderada pro-UE. Esto causó la molestia de algunos militantes, que en 2018 fundaron el partido Movimiento Nuestra Patria, como un intento de volver a los objetivos originales perseguidos por el Jobbik. 

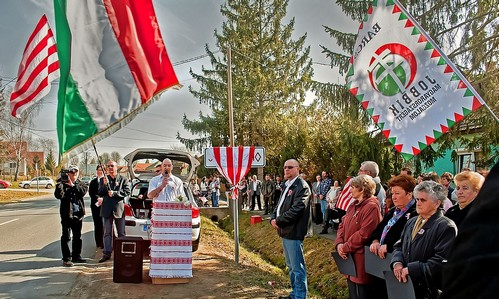
Concentración de Jobbik en 2011.

### Antiguo radicalismo político
Antes de su giro ideológico, Jobbik rechazaba la denominación común de partidos políticos entre izquierdas y derechas, y prefería una distinción de los partidos políticos en función de su postura frente al globalismo. Sobre este esquema, se veía así mismo como patriótico. El partido también rechazaba el término «extrema derecha» y, en su lugar, se etiquetaba a sí mismo de «derecha radical». Por ello, ha criticado duramente a los medios de comunicación por etiquetarlos como «extrema derecha» y ha amenazado con emprender acciones legales contra los que lo hicieran.
La ideología de Jobbik se describía entonces como populismo de derechas, cuya estrategia «se basa en una combinación de nacionalismo étnico con una retórica populista antielitista y una crítica radical de las instituciones políticas existentes». También fue definido como un movimiento fascista o neofascista, neonazi, extremista, racista, antisemita, antigitano y homófobo.

#### Economía
Jobbik rechazaba en sus inicios el capitalismo globalizado y las influencias de inversores extranjeros en Hungría. Concretamente, Jobbik se oponía a las inversiones israelíes y/o judías en Hungría. El 4 de mayo de 2013, durante las protestas que el partido organizó contra la celebración del Congreso Mundial Judío de 2013 en Budapest, el presidente del partido Gábor Vona afirmó:

Pérdidas territoriales húngaras tras el Tratado de Trianon.

"Los conquistadores israelíes, esos inversores, deberían buscar otro país en el mundo por sí mismos, porque Hungría no está en venta.

#### Irredentismo
Tras el final de la Primera Guerra Mundial y la firma del Tratado de Trianon (1920), en la actualidad una cuarta parte de los húngaros siguen viviendo fuera del territorio propiamente húngaro. Por ello, Jobbik dedicaba inicialmente un importante apoyo a la causa de las importantes minorías húngaras que viven en los países adyacentes a Hungría.
La Gran Hungría irredentista que Jobbik proclamaba puede encontrarse en las peticiones de autodeterminación para las poblaciones étnicas magiares que se encuentran fuera de Hungría. Por ejemplo, el partido pedía "autonomía territorial" para el País Sículo de Rumanía y deseaba hacer de la Rutenia subcarpática un distrito húngaro independiente.

## Eslóganes electorales
- 2010: Radikális változást! - A nép nevében. (¡Que tenga cambio radical! - En el nombre de la gente).
- 2014: A jövőt nem lehet megállítani. (El futuro no puede parar!)
- 2018: Magyar szívvel. Józan ésszel. Tiszta szívvel. (Con corazón húngaro. Con buen sentido. Con corazón puro.) ; Jobbik - A Nép Pártján (Jobbik - Partido que está de la parte de la Gente).

## Resultados electorales

### Asamblea Nacional Húngara
| Asamblea nacional | Asamblea nacional | Asamblea nacional | Asamblea nacional   | Asamblea nacional   | Asamblea nacional | Asamblea nacional | Asamblea nacional  |
| Elecciones        | # de votos lista  | % de votos lista  | # de votos distrito | % de votos distrito | # de de escaños   | +/–               | Posición           |
| ----------------- | ----------------- | ----------------- | ------------------- | ------------------- | ----------------- | ----------------- | ------------------ |
| 20061             | 119.007           | 2,20 % (#5)       | 92.798              | 1,72 % (#5)         | 0/386             |                   | Extraparlamentario |
| 2010              | 854.745           | 16,67 % (#3)      | 835.841             | 16,37% (#5)         | 47/386            | 47                | Oposición          |
| 2014              | 1.020.476         | 20,22 % (#3)      | 1.000.637           | 20,39% (#3)         | 23/199            | 24                | Oposición          |
| 2018              | 1.092.806         | 19,06 % (#2)      | 1.276.840           | 23,20% (#2)         | 26/199            | 3                 | Oposición          |
| 20222             | 1.947.117         | 34,46 % (#2)      | 1.983.708           | 36,90% (#2)         | 10/199            | 16                | Oposición          |

1En alianza electoral con el MIÉP, bajo el nombre "MIÉP-Jobbik-Alianza de Partidos por la Tercera Vía", y con el apoyo de diversas secciones del FKgP.
2En la alianza electoral Unidos por Hungría.

### Parlamento Europeo
| Elecciones | # de votos | % de votos | # de escaños | +/- | Notas |
| ---------- | ---------- | ---------- | ------------ | --- | ----- |
| 2009       | 427.773    | 14,77 (#3) | 3/22         |     |       |
| 2014       | 340.287    | 14,67 (#2) | 3/21         | 0   |       |
| 2019       | 220.184    | 6,34 (#5)  | 1/21         | 2   |       |